# Wittgenstein (film)
Wittgenstein – brytyjski biograficzny film fabularny z 1993 r., w reżyserii Dereka Jarmana.

## Treść
Film opowiada o życiu austriackiego filozofa Ludwiga Wittgensteina (1889–1951). Stworzony jest w estetyce teatralnej, w której bardzo wiele miejsca poświęcono słowu, i to nie tylko dialogom, ale i monologom, wygłaszanym m.in. przez zielonego Marsjanina, którego filozof spotyka na swej drodze.
Film przedstawia dzieciństwo Ludwiga, czas jego studiów, ochotniczego uczestnictwa w I wojnie światowej, pobyt na wsi austriackiej, gdzie uczył dzieci w szkole podstawowej, wyjazd do Związku Radzieckiego, gdzie chciał pracować jako robotnik, okres nauczania w Cambridge, odcięcia się od świata w Norwegii. Opowiada również o spotkaniach z Bertrandem Russellem, z Johnem M. Keynesem, trudność, z jaką w purytańskiej Wielkiej Brytanii Wittgenstein przeżywał – i jednocześnie zwalczał – swoje skłonności homoseksualne. Obok elementów biograficznych, film pełen jest cytatów z tekstów filozofa, które pozwalają nie tylko na poznanie choćby znikomej części jego dzieła, ale dają również pewne pojęcie o tym, w jaki sposób Wittgenstein postrzegał swoją pracę filozoficzną, i jak odpowiedzialny był za wszystko, co mówi.
Ważne miejsce w filmie Jarmana – jak i w życiu samego Wittgensteina – zajmuje sztuka filmowa jako taka. Ulubioną rozrywką Wittgensteina, obok czytania powieści kryminalnych, było chodzenie do kina, gdzie siadał w pierwszym rzędzie, by móc całkowicie wejść w klimat tego, co widział. Był on jednak przekonany, że Brytyjczycy nie potrafią zrobić przyzwoitego filmu, wolał wówczas produkcje amerykańskie (westerny i melodramaty). Jego ulubioną aktorką była Betty Grable (znana m.in. z The Gay Divorce Marka Sandricha).

## Obsada
- Ludwig Wittgenstein (w wieku dwunastu lat) – Clancy Chassay
- Ludwig Wittgenstein (dorosły) – Karl Johnson
- Bertrand Russell – Michael Gough
- John Maynard Keynes – John Quentin
- Lady Ottoline Morrell – Tilda Swinton
- Johnny, przyjaciel i student – Kevin Collins